# House of Salome
House of Salome är den tredje och sista singel från hennes Catch as Catch Can album.
Singeln släpptes inte i Storbritannien utan bara i några få europeiska länder men fick aldrig någon större succé. Detta är den sista singeln Kim spelade in hos RAK Records och eftersom den släpptes strax innan kontraktet skrevs, blev en musikvideo utesluten.
House Of Salome är den andra singeln som Kim aldrig gav ut som ett 12" format, Water On Glass släppes då inte heller som ett 12" format.